# Tyko Janssons Plåtslageri
Tyko Janssons Plåtslageri var ett plåtslageri i Arbrå mellan åren 1938 och 2010.

## Historik
Tyko Jansson, född 1893 och död 1961, lärde sig plåtslagaryrket hos sin morbror i Forsbro, åren 1906–1914. Arbetade sedan i Stockholm och i Norge, återkom till Arbrå 1923 och startade då eget plåtslageri i Vallsta då han inte ville konkurrera med sin morbror. År 1938 övertog Tyko alla verktyg och inventarier från sin morbror, som då hade upphört med rörelsen.

## Flytt till Arbrå
Familjen flyttade till Arbrå och hyrde lokal av Rydals i gamla kakelfabriken, senare Forsbro Yllefabrik. År 1942 flyttade man till Nässtrands fastighet i södra delen av samhället och 1947 byggdes en egen fastighet på granntomten med verkstad i källaren. Sonen Sven, född 4 april 1926 tog över chefskapet och 1962 byggdes en ny verkstad på tomten och gamla verkstaden förvandlades till kontors- och personalutrymmen samt lagerlokal.

## Tillverkning och Legoarbeten

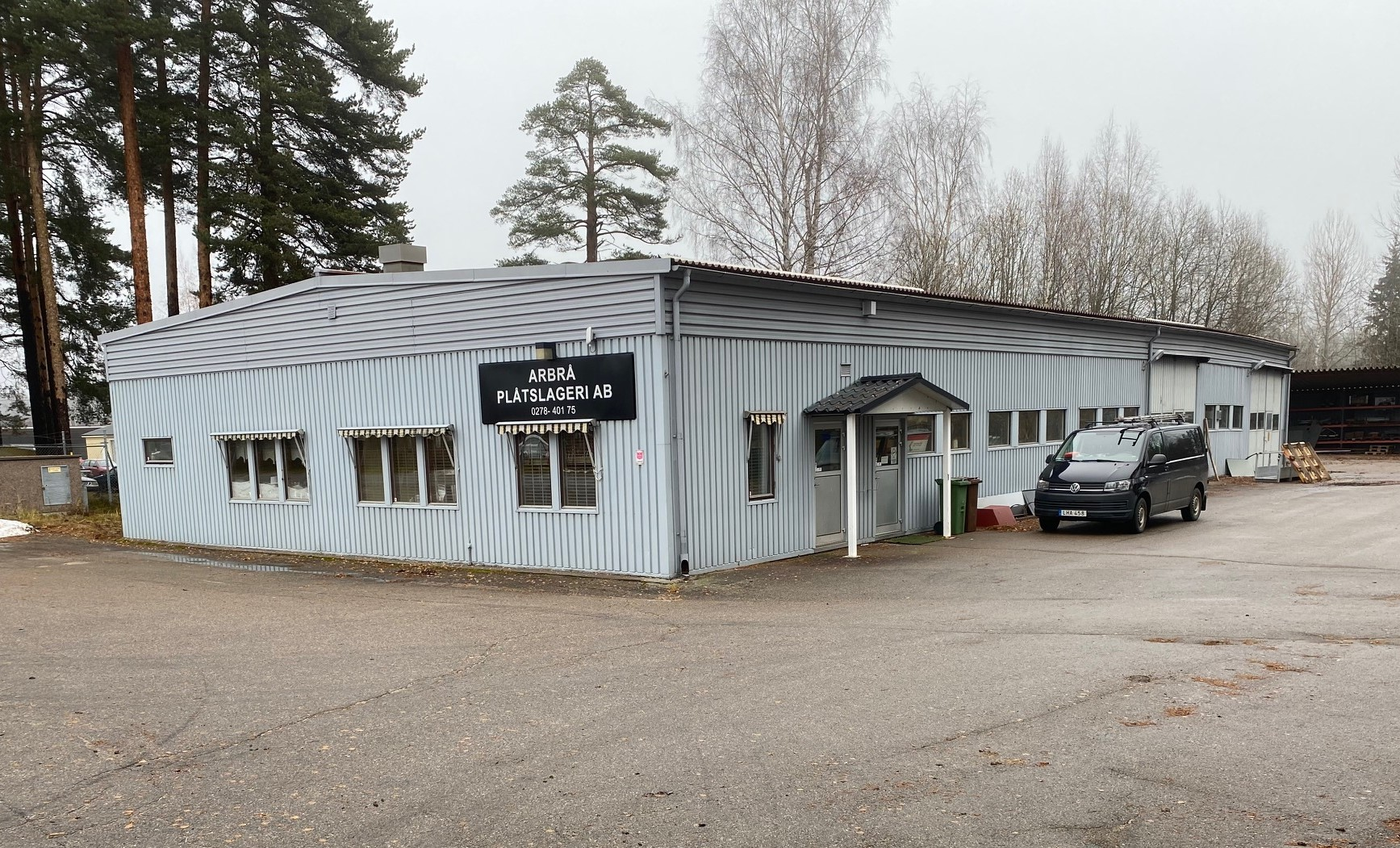
Arbrå Plåtslageri AB 2023 (f.d. Tyko Jansson Plåtslageri AB).

Man började i samma skede utföra legoarbeten till Arbrå Verkstads AB. Företaget hade sedan starten haft 2–3 anställda men nu ökade arbetsstyrkan till 8 personer och i slutet av 1970-talet var det som mest 10 anställda. Det utfördes även legoarbeten till Bruks Mekaniska AB och Järvsö-verken. Dessutom byggdes många hus i Arbrå och flera kraftverksbyggen omkring Arbrå gav sysselsättning. År 1978 byggdes, tvärs över Bondegatan, en helt ny 500 kvm stor verkstad, modern och med rationella maskiner som förenklade arbetet.

## Nya ägare
Företaget såldes 1988 till Sören Lundh och Sverker Hallstensson, som tillsammans varit anställda 60 år i firman. Mellan åren 2010 och 2015, ägdes bolaget av Hälsinge Protection AB (Erik Karlsson och Micke Mattsson). Sedan 2015 ägs bolaget, nu namnändrat till Arbrå Plåtslageri AB av Hans-Olof Hansson och sonen Anders Hansson, Vallsta.